# ニコラス・トンバジス
ニコラス・トンバジス（Νικόλαος Τομπάζης, Nikolas Tombazis, 1968年4月22日 - ）は、ギリシャ・アテネ出身のレーシングカーデザイナー。

## 経歴
トンバジスは、1986年にケンブリッジ大学のトリニティカレッジを卒業し、1993年にインペリアル・カレッジ・ロンドンで航空工学の博士号を取得した。
1992年11月、ベネトンのエアロダイナミシストになり、1994年にエアロダイナミクスの責任者に就任した。 
1995年、フェラーリに移籍し、1997年にエアロダイナミクスおよびCFDの責任者になった。
2003年5月、母国ギリシャに戻り、大幅に遅れていた国家奉仕を完了し、2004年にはイギリスに戻り、マクラーレンで、同様の役職で働き始め、翌年はマクラーレン・MP4-20の計画責任者に就任した。
2006年2月、今度はチーフデザイナーとしてフェラーリに戻り、2014年12月16日にフェラーリを去った。
マノー消滅後、MAAと呼ばれる彼自身のコンサルタント会社を設立し、インペリアル・カレッジ・ロンドンの空気力学の客員教授を務める。
2018年3月6日、FIAに参加し、「シングルシーター技術問題責任者」になることが発表された。

## プライベート
トンバジスは、妻と4人の子供と一緒にカステルヌオーヴォ・ランゴーン（モデナ）に住んでいた。その後、彼はギリシャに3年間移住した。この期間の後、トンバジス一家は、FIAでの職を得るため、彼がまだ住んでいるジュネーブに引っ越した。彼は有名なギリシャの建築家、アレクサンドロス・トンバジスの息子。余暇には、彫刻を楽しんでおり、カタンやモノポリーをプレイして、家族と質の高い創造的な時間を過ごしているとトンバジスは語っている。